# Desa Sukamulya (administrativ by i Indonesien, Jawa Barat, lat -7,01, long 107,49)
Desa Sukamulya är en administrativ by i Indonesien.   Den ligger i provinsen Jawa Barat, i den västra delen av landet, 110 km sydost om huvudstaden Jakarta.